# روي ميلن
روي ميلن (بالإنجليزية: Roy Milne)‏ (27 أبريل 1921 في المملكة المتحدة - 29 يونيو 1998 في المملكة المتحدة) هو لاعب كرة قدم أمريكي في مركز الدفاع. شارك مع منتخب الولايات المتحدة لكرة القدم. أما مع النوادي، فقد لعب مع نادي سلتيك وNew York Americans (soccer) ‏.